# Ingrid Mössinger

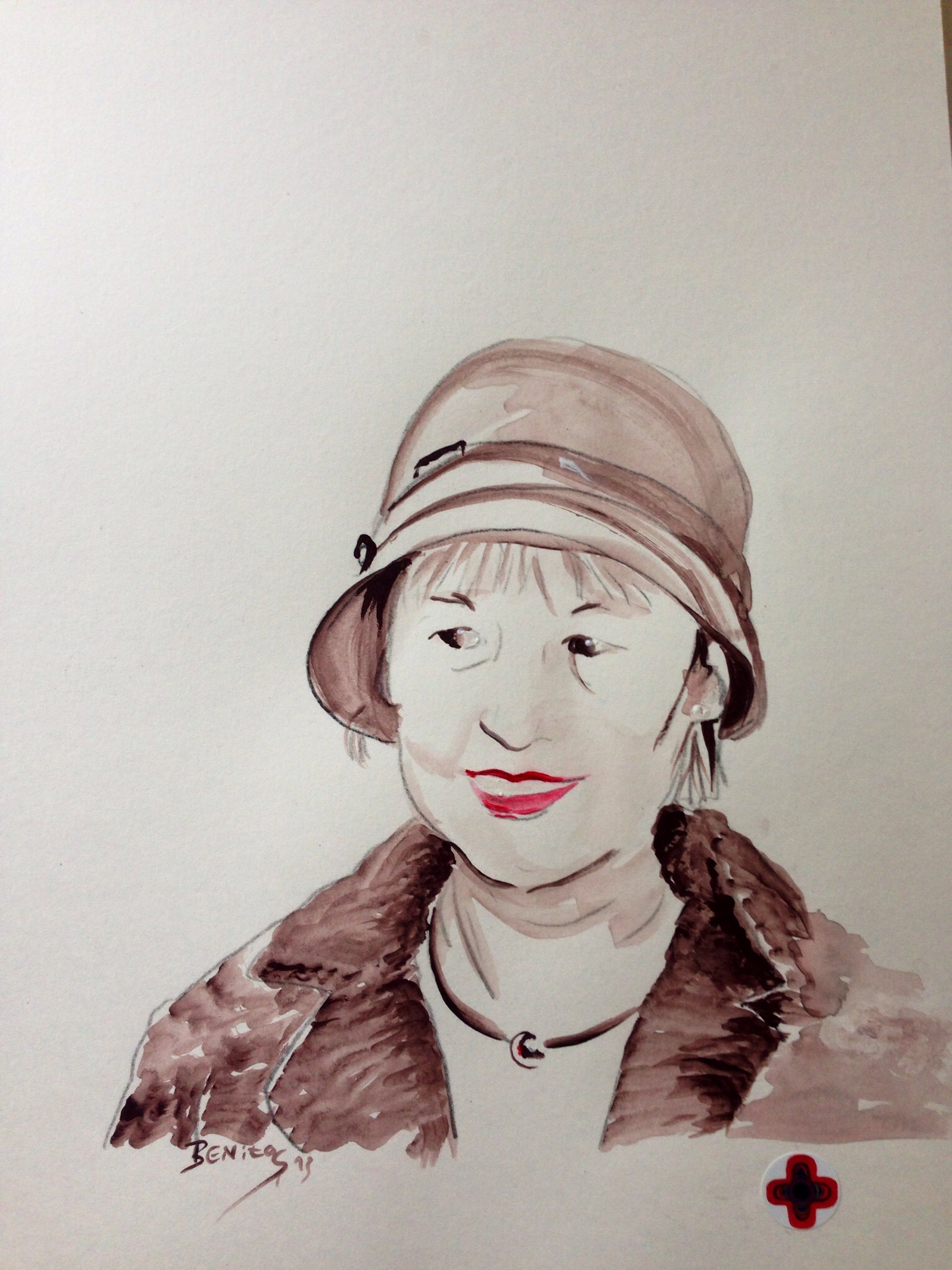
Porträt Ingrid Mössingers von Benita Martin (2013)

Ingrid Anneliese Mössinger (* 1941 in Stuttgart) ist eine deutsche Kunsthistorikerin. Sie war von 1996 bis 2017 Direktorin der Kunstsammlungen Chemnitz.

## Leben
Nach ihrem Abitur studierte Ingrid Mössinger zunächst Bibliothekswissenschaft und arbeitete im Anschluss in der Bibliothek für internationales Wirtschaftsrecht in Frankfurt am Main. Sie schloss ein Studium der Kunstgeschichte, Archäologie, Ethnologie und Philosophie in Frankfurt an. Nach einem Volontariat im Landesmuseum Wiesbaden folgte die Arbeit als Kuratorin im Frankfurter Kunstverein, 1992/1993 als Direktorin der Art Frankfurt und anschließend als Leiterin des Kunstvereins von Ludwigsburg. Seit 1996 war sie Direktorin der Kunstsammlungen Chemnitz und wurde 2005 Generaldirektorin der Kunstsammlungen Chemnitz im Verbund mit der Stiftung Carlfriedrich-Claus-Archiv, dem Museum Gunzenhauser, dem Schloßbergmuseum Chemnitz und dem Henry-van-de-Velde-Museum in der Villa Esche.
Vom 28. Oktober 2007 bis 24. März 2008 gelang es – durch ihre Initiative – die weltweit erste Bob-Dylan-Gemäldeausstellung eines Museums für die Kunstsammlungen Chemnitz zu organisieren.
Ende 2017 ging Mössinger in den Ruhestand.
Ingrid Mössinger ist Mitglied im Hochschulrat der Universität der Künste Berlin und seit 2008 Mitglied des ZDF-Fernsehrats.

## Ehrungen
- 2007: Verdienstkreuz am Bande der Bundesrepublik Deutschland
- 2008: Ritter der französischen Ehrenlegion
- 2010: dänischer Dannebrog-Orden, Sächsische Verfassungsmedaille
- 2014: Sächsischer Verdienstorden
- 2015: Ehrendoktorwürde der Technischen Universität Chemnitz[7]
- 2016: Verdienstkreuz 1. Klasse der Bundesrepublik Deutschland[1]
- 2018: Ehrenbürgerin von Chemnitz[8]
- 2022: Offizier der französischen Ehrenlegion